# Sergeant Major of the Marine Corps
Sergeant Major of the Marines Corps (SgtMajMC; englisch für Oberstabsfeldwebel des Marinekorps) ist der höchste Unteroffizierdienstgrad des US Marine Corps. Es gibt jeweils nur einen NCO (Non Commissioned Officer), der diesen Rang und gleichzeitig diese Dienststellung innehat. Er ist der Senior Enlisted Advisor (SEA) des Commandant of the Marine Corps.

## Aufgaben

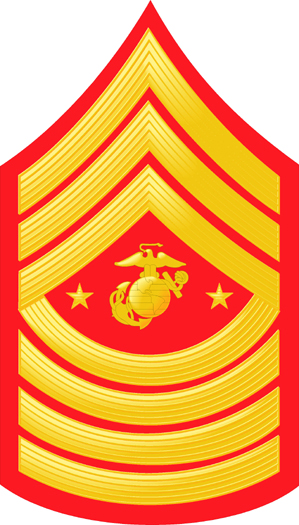
SgtMajMC-Abzeichen

Der SgtMajMC ist der Vorgesetzte des Unteroffizierkorps der Marines und gehört dem Stab des Kommandanten (CMC) an. Er ist der Sprecher der Unteroffiziere und Beauftragter ihrer Belange im Corps. Er wird nach der Soldstufe E-9 (NATO-Rangcode OR-9) entlohnt. Der SgtMajMC ist zwar ein Unteroffizier, im Protokoll ist er jedoch einem Lieutenant-General gleichgestellt.

## Liste der Sergeants Major of the Marines Corps
| Nr. | Name                 | Beginn der Berufung | Ende der Berufung |
| --- | -------------------- | ------------------- | ----------------- |
| 20  | Carlos A. Ruiz       | 10. August 2023     | ---               |
| 19  | Troy E. Black        | 26. Juli 2019       | 10. August 2023   |
| 18  | Ronald L. Green      | 20. Januar 2015     | 26. Juli 2019     |
| 17  | Micheal P. Barrett   | 9. Juni 2011        | 20. Januar 2015   |
| 16  | Carlton W. Kent      | 25. April 2007      | 9. Juni 2011      |
| 15  | John L. Estrada      | 26. Juni 2003       | 25. April 2007    |
| 14  | Alford L. McMichael  | 1999                | 26. Juni 2003     |
| 13  | Lewis G. Lee         | 1995                | 1999              |
| 12  | Harold G. Overstreet | 1991                | 1995              |
| 11  | David W. Sommers     | 1987                | 1991              |
| 10  | Robert E. Cleary     | 1983                | 1987              |
| 9   | Leland D. Crawford   | 1979                | 1983              |
| 8   | John R. Massaro      | 1977                | 1979              |
| 7   | Henry H. Black       | 1975                | 1977              |
| 6   | Clinton A. Puckett   | 1973                | 1975              |
| 5   | Joseph W. Dailey     | 1969                | 1973              |
| 4   | Herbert J. Sweet     | 1965                | 1969              |
| 3   | Thomas J. McHugh     | 1962                | 1965              |
| 2   | Francis D. Rauber    | 1959                | 1962              |
| 1   | Wilbur Bestwick      | 1957                | 1959              |